# Gran Premio Marcel Kint 2019
Il Gran Premio Marcel Kint 2019, settantaseiesima edizione della corsa, valido come evento dell'UCI Europe Tour 2019 categoria 1.1, si svolse il 26 maggio 2019 su un percorso di 188,1 km, con partenza da Courtrai ed arrivo a Zwevegem. La vittoria fu appannaggio del francese Bryan Coquard, che completò il percorso 4h05'23", alla media di 45,993 km/h, precedendo il connazionale Nacer Bouhanni e il belga Alfdan De Decker.
Sul traguardo di Zwevegem 120 ciclisti, su 139 partiti da Courtrai, portarono a termine la competizione.

## Squadre e corridori partecipanti
| N.      | Cod. | Squadra                       |
| ------- | ---- | ----------------------------- |
| 1-7     | COF  | Cofidis                       |
| 11-17   | COC  | Corendon-Circus               |
| 21-27   | ANS  | Androni Giocattoli-Sidermec   |
| 31-37   | NSK  | Neri Sottoli Selle Italia KTM |
| 41-47   | RIW  | Riwal Readynez Cycling Team   |
| 51-57   | ROC  | Roompot-Charles               |
| 61-67   | SVB  | Sport Vlaanderen-Baloise      |
| 71-77   | TDE  | Total Direct Énergie          |
| 81-87   | VCB  | Vital Concept-B&B Hotels      |
| 91-97   | WVA  | Wallonie Bruxelles            |
| 101-107 | WGG  | Wanty-Gobert Cycling Team     |

| N.      | Cod. | Squadra                |
| ------- | ---- | ---------------------- |
| 111-117 | BRT  | Beat Cycling Club      |
| 131-137 | DHB  | Canyon DHB-Bloor Homes |
| 141-147 | EVO  | EvoPro Racing          |
| 151-157 | LPC  | Leopard Pro Cycling    |
| 161-167 | MET  | Metec-TKH-Mantel       |
| 171-177 | STF  | Start Cycling Team     |
| 181-187 | TIS  | Tarteletto-Isorex      |
| 191-197 | CIB  | Cibel                  |
| 201-206 | TDA  | Dauner D&DQ-Akkon      |
| 211-217 | CCD  | Differdange-GeBa       |

## Ordine d'arrivo (Top 10)
| Pos. | Corridore               | Squadra       | Tempo    |
| ---- | ----------------------- | ------------- | -------- |
| 1    | Bryan Coquard           | Vital Concept | 4h05'23" |
| 2    | Nacer Bouhanni          | Cofidis       | s.t.     |
| 3    | Alfdan De Decker        | Wanty         | s.t.     |
| 4    | Baptiste Planckaert     | Wallonie      | s.t.     |
| 5    | Andreas Stokbro Nielsen | Riwal         | s.t.     |
| 6    | Michael Van Staeyen     | Roompot       | s.t.     |
| 7    | Alexander Krieger       | Leopard       | s.t.     |
| 8    | Matteo Pelucchi         | Androni       | s.t.     |
| 9    | Hugo Hofstetter         | Cofidis       | s.t.     |
| 10   | Christophe Noppe        | Sport Vlader. | s.t.     |